# Johannes Wilhelmus Timpe
Johannes Wilhelmus Timpe (getauft 17. April 1770 in Glane bei Bad Iburg; † 7. Juni 1837 in Groningen) war ein deutsch-niederländischer Orgelbauer.

## Leben und Werk
Johannes Wilhelmus Timpe stammte aus dem Osnabrücker Land, wo er in der katholischen Kirche zu Glane getauft wurde. Sein Vater Bernhard Heinrich Timpe († 1782) war Landwirt. Johannes Wilhelmus Timpe heiratete am 3. Januar 1803 die Dienstmagd Petronella le Jeune (* 1773; † 27. April 1863). Den beiden wurden drei Kinder geboren, die beiden Töchter Anna Maria (* 9. August 1822; † 24. Juli 1826) und Emmerantia Anna Catharina (* 29. April 1824) sowie der Sohn Bernardus Nicolaas (* 26. August 1815; † 4. November 1840). Dieser war 1830 noch ohne Arbeit, wurde 1834 aber als Orgelbauer bezeichnet. Wegen seiner gesundheitlicher Gebrechen und des kleinwüchsigen Gestalt (152,5 cm) wurde er zunächst für ein Jahr und anschließend für ein weiteres Jahr vom Militärdienst befreit. Er übernahm im väterlichen Betrieb zunehmend Tätigkeiten, sodass dieser in „J.W.Timpe & Zoon“ umbenannt wurde. Dies ist auch darauf zurückzuführen, dass sich der Gesundheitszustand von J. W. Timpe in den letzten Lebensjahren immer mehr verschlechterte. Seine Frau starb im Groninger katholischen Armenhaus.
Im Orgelbau war Johannes Wilhelmus Timpe zunächst in der Werkstatt von Nicolaus Anthony Lohmann (1766–1835) in Groningen tätig. Von 1806 bis 1812 war er Meistergeselle bei Heinrich Hermann Freytag und vollendete nach dessen Tod die Orgeln in Oostwold (1811) und Warffum (1812). Anschließend machte er sich selbstständig. Insgesamt sind 17 Arbeiten Timpes nachgewiesen, der in der Tradition des klassischen Groninger Orgelbaus wirkte.
Petrus van Oeckelen, der sich bei Timpe im Orgelbau vertieft hatte, übernahm nach dessen Tod die Werkstatt. Ein weiterer Geselle Timpes war Wilhelm Caspar Joseph Höffgen.

## Werkliste (Auswahl)
Die römische Zahl bezeichnet die Anzahl der Manuale, ein großes „P“ ein selbstständiges Pedal, ein kleines „p“ ein nur angehängtes Pedal und die arabische Zahl die Anzahl der klingenden Register.
| Jahr      | Ort        | Kirche                  | Bild | Manuale | Register | Anmerkungen |
| --------- | ---------- | ----------------------- | ---- | ------- | -------- | --- |
| 1811      | Oostwold   | Hervormde kerk          |      | II/p    | 18       | Vollendung der Freytag-Orgel (Endintonation); 1860 Umdisponierungen durch P. v. Oeckelen; zum großen Teil erhalten                                                                            |
| 1812      | Warffum    | Hervormde kerk          |      | II/P    | 24       | von Freytag begonnener Neubau wesentlich durch Timpe durchgeführt; zum großen Teil erhalten                                                                                                   |
| 1813–1815 | Zutphen    | Walburgiskerk           |      | III/P   | 38       | Erweiterungsumbau der Bader-Orgel (1643) |
| 1816      | Groningen  | Doopsgezinde kerk       |      |         |          | Neubau; 1960 ersetzt |
| 1818      | Zutphen    | St. Jan                 |      |         |          | Neubau |
| 1818      | Emden      | Neue Kirche             |      | II/P    | 30       | einziger Neubau in Deutschland; 1944 zerstört |
| 1819      | Bedum      | Maria ten Hemelopneming |      |         |          | Neubau; nicht erhalten |
| 1820      | Blankenham | St. Nicolaas            |      |         |          | Neubau; 1893 ersetzt |
| 1821      | Groningen  | St. Dominicuskerk       |      | I       |          | seit 1840 in der Waalse kerk in Zwolle (Foto); 1892 zweimanualig erweitert durch Jan Proper                                                                                                   |
| 1821–1822 | Middelbert | Hervormde kerk          |      | II/p    | 15       | Neubau; weitgehend erhalten |
| 1822      | Kantens    | Hervormde kerk          |      | II      | 15       | Erneuerungsmaßnahmen (neue Windlade im Hauptwerk) |
| 1824      | Veendam    | Hervormde kerk          |      | II/P    | 33       | Neubau; Gehäuse und Prospektpfeifen im Rückpositiv erhalten |
| 1829      | Beilen     | Stefanuskerk            |      | I/p     | 11       | Zuschreibung, ursprünglich für die röm.-katholische Broederkerk in Groningen gebaut (1825–1829), 1840 nach Beilen umgesetzt, 1862 durch van Oeckelen umgebaut; verbreitertes Gehäuse erhalten |
| 1830      | Groningen  | Der Aa-kerk             |      | III/P   | 32       | 1815–1816 Überführung der Schnitger-Orgel (1702) in die Aa-kerk, 1830 Umbau und Umdisponierungen; weitgehend erhalten → Orgel                                                                 |
| 1831      | Groningen  | Nieuwe kerk             |      | III/P   | 42       | Neubau nach Entwurfszeichnung von P. v. Oeckelen; weitgehend erhalten |